# سانتیستبان دل پوئرتو
سانتیستِبان دِل پوئِرتو (به اسپانیایی: Santisteban del Puerto) یکی از دهستان‌های استان خائن در کشور اسپانیا است. این شهر با مساحت ۳۷۳ کیلومتر مربع، ۴۷۸۸ تن جمعیت دارد.